# Pequeña marcha fúnebre en do menor (Mozart)
La Pequeña marcha fúnebre en do menor, K. 453a, también conocida como Marche funebre del Sigr. Maestro Contrapunto (‘Marcha fúnebre del Sr. Maestro Contrapunto’) es una composición para piano de Wolfgang Amadeus Mozart, compuesta probablemente en Viena en 1784.

## Descripción
La pieza, de muy breve extensión, apareció escrita en el cuaderno de una de las alumnas de Mozart, Barbara Ployer, a quien va dedicada. Con una extensión de tan solo dieciséis compases, la composición está construida sobre el motivo rítmico característico de la marcha fúnebre: corchea con puntillo-semicorchea. Presenta la indicación Lento y está estructurada en dos secciones: la primera —de ocho compases, distribuidos formando una frase tipo sentence: 2+2+4— se desplaza a la tonalidad relativa (mi bemol mayor); por su parte, la segunda sección —también de ocho compases— regresa a la tonalidad principal (do menor). Por su parte, la pieza está compuesta en compás de compasillo binario y contiene continuos contrastes dinámicos.
No conocemos los motivos por los que fue compuesta esta pequeña pieza, pero probablemente fuera un ejemplo que ilustraba una explicación que Mozart había realizado a su alumna, posiblemente en clave de humor, teniendo en cuenta el subtítulo de la obra ("Marcha fúnebre del Sr. Maestro Contrapunto"). La pieza apareció publicada por primera vez en 1930 y, al parecer, la partitura autógrafa se habría perdido en 1945, tras años conservada en la Bibliotheca Mozartiana del Internationale Stiftung Mozarteum de Salzburgo.